# Circuito Castelnovese
Le Circuito Castelnovese est une course cycliste italienne disputée au mois d'août à Castelnuovo Scrivia, au Piémont. Créée en 1952, cette épreuve est inscrite au calendrier régional de la Fédération cycliste italienne en catégorie 1.19. Elle est donc réservée aux coureurs espoirs (moins de 23 ans) ainsi qu'aux élites sans contrat. 

## Palmarès
| Année | Vainqueur           | Deuxième             | Troisième            |  |
| ----- | ------------------- | -------------------- | -------------------- |  |
| 1952  | Michele Gismondi    |                      |                      |  |
| 1953  | Giovanni Pettinati  |                      |                      |  |
| 1954  | Albino Crespi       | Francesco Lucchesi   | Albano Negro         |  |
| 1959  | Luigi Mele          |                      |                      |  |
| 1976  | Andrea Saviotti     |                      |                      |  |
| 1981  | Sandro Lerici       | Domenico Perani (it) | Alberto Molinari     |  |
| 1982  | Fabrizio Vitali     |                      |                      |  |
| 1983  | ?                   | ?                    | ?                    |  |
| 1984  | Gino Lo Campo       |                      |                      |  |
| 1985  | Bruno Cenghialta    | Enrico Pezzetti      | Flavio Chesini       |  |
| 1986  | Walter Zini         |                      |                      |  |
| 1987  | Ettore Manenti      | Franco Toia          | Fabio Ravaglia       |  |
| 1988  | Ilario Guzzon       | Fabrizio Ghirardi    | Sergio Tolo          |  |
| 1989  | Mirko Bruschi       |                      |                      |  |
| 1990  | Mauro Radaelli      |                      |                      |  |
| 1991  | Stefano Faustini    |                      |                      |  |
| 1992  | Emanuele Brunazzi   |                      |                      |  |
| 1993  | Alberto Destro      |                      |                      |  |
| 1994  | Marco Bellini       | Elia Cesana          | Michelangelo Rainone |  |
| 1995  | Ermanno Tonoli      | Ivan Quaranta        | Fulvio Frigo (nl)    |  |
| 1996  | Stefano Zorza       |                      |                      |  |
| 1997  | Arnoldas Saprykinas | Fabio Carlino        | Antonio Salomone     |  |
| 1998  | Mauro Trentini      |                      |                      |  |
| 1999  | Nicola Chesini      | Ivan Tonelli         | Roman Luhovyy        |  |
| 2000  | Simone Cadamuro     |                      |                      |  |
| 2001  | Christian Murro     |                      |                      |  |
| 2002  | Simone Lo Vano      | Manuel Dell'Acqua    | Roberto Tagliabue    |  |
| 2003  | Stefano Bonini      | Marco Giuseppe Baro  | Marco Corsini        |  |
| 2004  | Clemente Cavaliere  | Diego Nosotti        | Antonio Marotti      |  |
| 2005  | Marco Cattaneo      |                      |                      |  |
| 2006  | Enrico Rossi        | Gabriele Orizzonte   | Vitaliy Buts         |  |
| 2007  | Cristiano Fumagalli | Bernardo Riccio      | Gianluca Massano     |  |
| 2008  | Paolo Tomaselli     | Marco Giani          | Gianluca Massano     |  |
| 2009  | Daniele Canziani    | Gianluca Maggiore    | Marcello Franzini    |  |
| 2010  | Federico Rocchetti  | Azamat Turaev        | Davide Pacchiardo    |  |
| 2011  | Stefano Perego      | Eugenio Alafaci      | Flavio Valsecchi     |  |
| 2012  | Niccolò Bonifazio   | Edoardo Costanzi     | Mattia Pozzo         |  |
| 2013  | Niccolò Bonifazio   | Nicolas Marini       | Rino Gasparrini      |  |
| 2014  | Mattia De Mori      | Jakub Mareczko       | Luca Pacioni         |  |
| 2015  | Luca Pacioni        | Marco Gaggia         | Stefano Perego       |  |
| 2016  | Jacopo Mosca        | Damiano Cima         | Alessandro Pettiti   |  |
| 2017  | Francesco Messieri  | Jalel Duranti        | Ottavio Dotti        |  |
| 2018  | Umberto Marengo     | Alexander Konychev   | Filippo Tagliani     |  |
| 2019  | Veljko Stojnić      | Sergey Rostovtsev    | Stefano Frigerio     |  |